# Hala Gąsienicowa

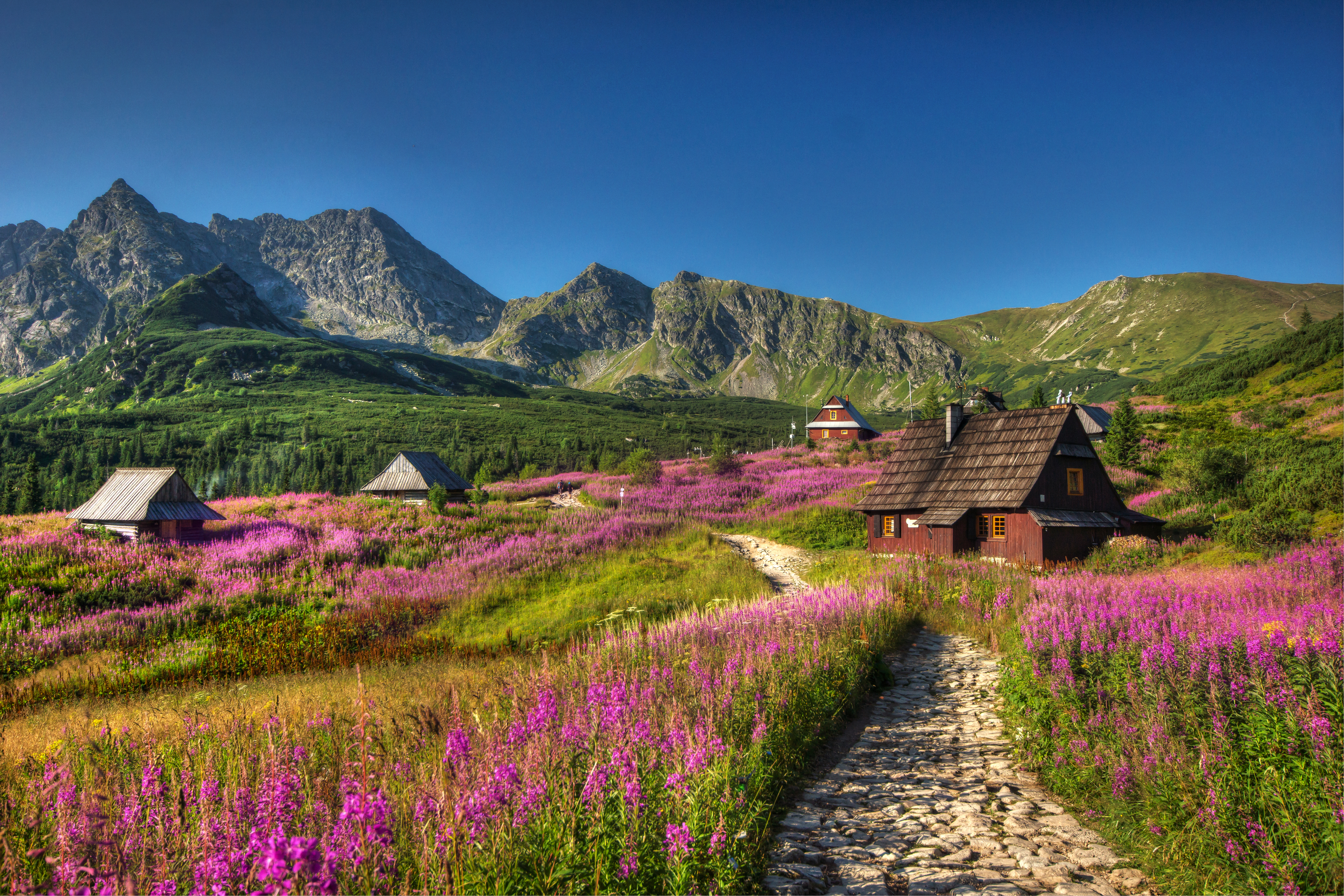
Widok z niebieskiego szlaku turystycznego biegnącego przez Rówienki

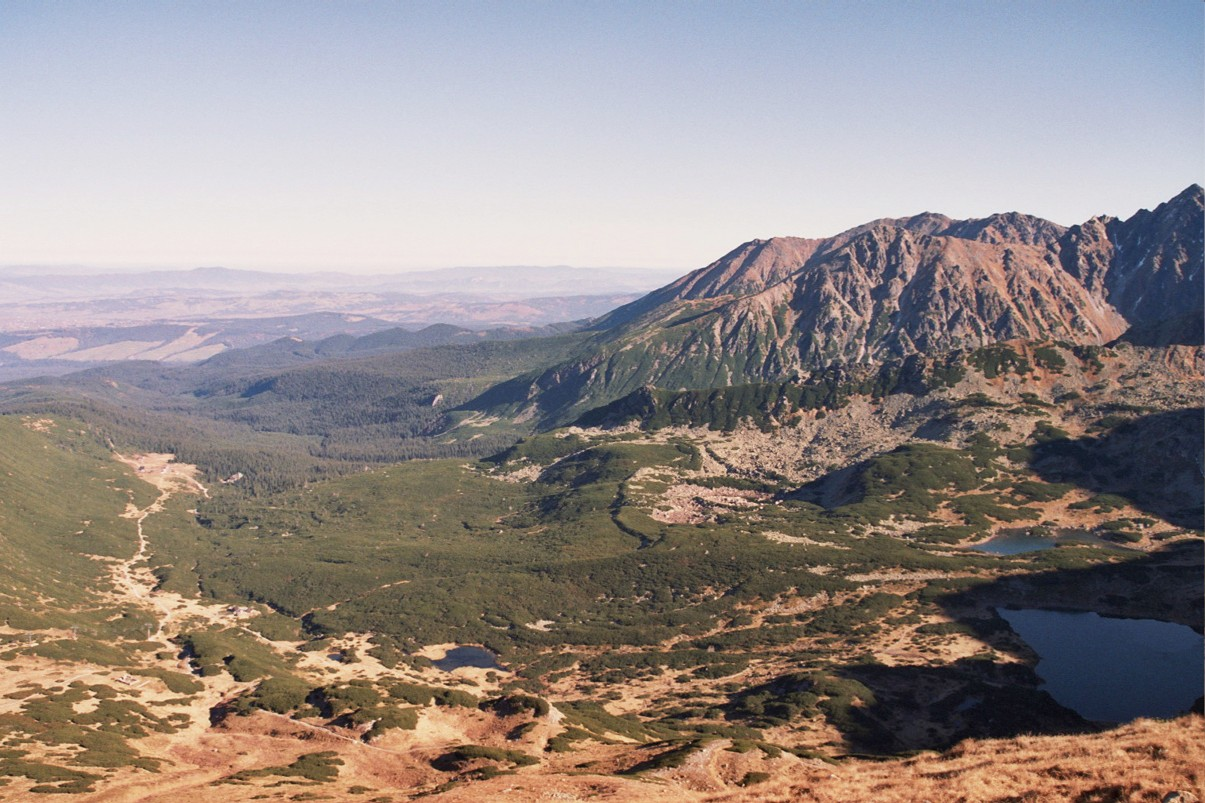
Widok na Halę Gąsienicową z okolic Kasprowego Wierchu

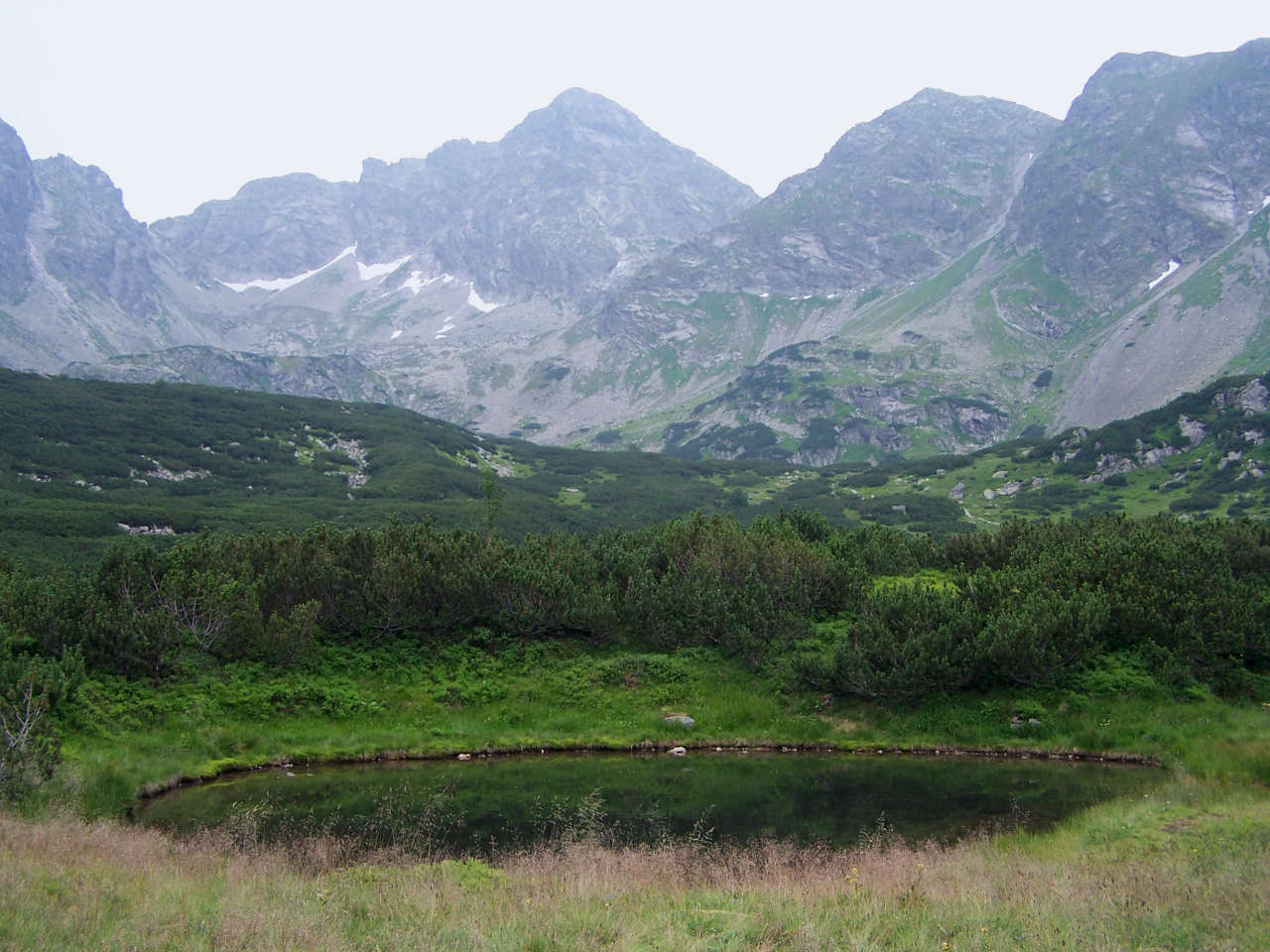
Dolina Zielona Gąsienicowa

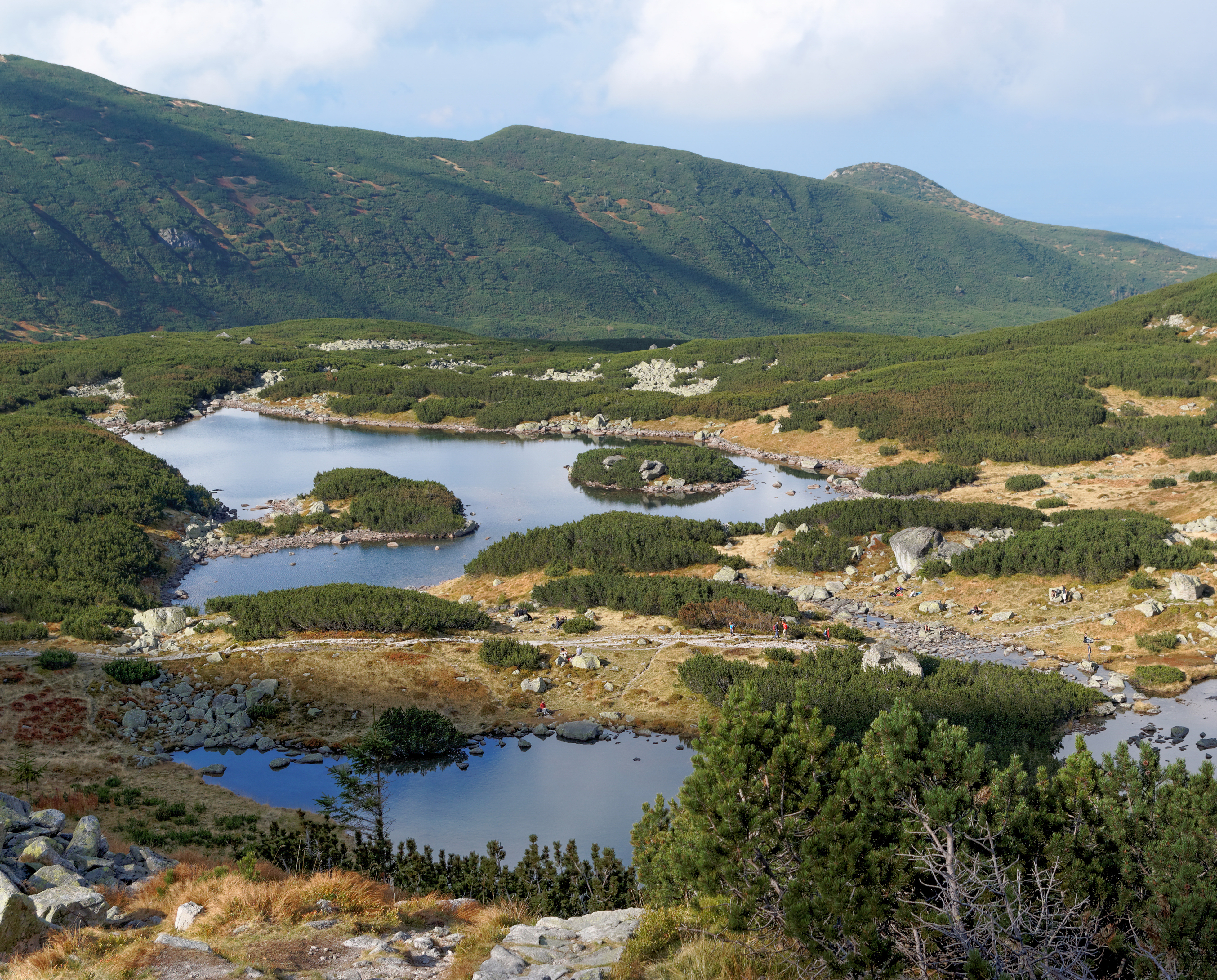
Kurtkowiec i Czerwone Stawki Gąsienicowe

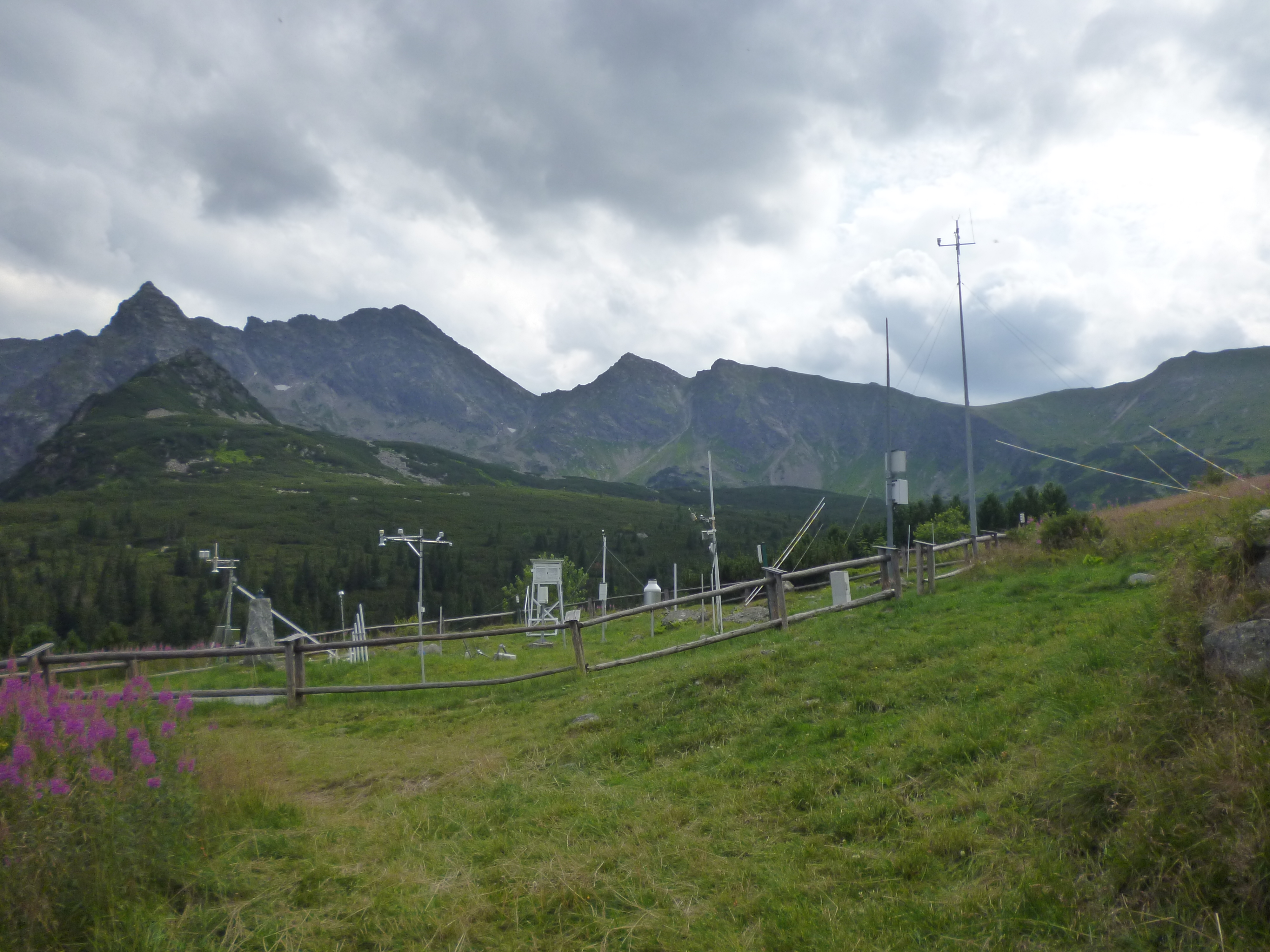
Stacja Badawcza im. M.M. Kłapów IGiPZ PAN na Hali Gąsienicowej

Hala Gąsienicowa – obecnie w potocznym rozumieniu jest to nazwa północnej części Doliny Gąsienicowej w Tatrach obejmującej Rówienki i otoczenie schroniska „Murowaniec”. Dojście z Kuźnic możliwe jest jednym z dwóch szlaków: przez Boczań i Skupniów Upłaz szlakiem niebieskim lub przez dolinę Jaworzynka szlakiem żółtym. Szlaki te łączą się na Przełęczy między Kopami, oba warianty zajmują tyle samo czasu. Dalej przez Królową Rówień i Rówienki – razem nieco ponad dwie godziny.

## Nazewnictwo
Nazwa hali pochodzi od licznego w Zakopanem i okolicach góralskiego rodu Gąsieniców. W XVII w. byli jej właścicielami. Pierwotnie nazwa dotyczyła tylko hali pasterskiej i nie była pierwszą jej nazwą. Miejscowi nazywali ją halą Stawów, zaś wypasających na niej nazywano stawianami. W dokumentach z I połowy XIX wieku, zwłaszcza austriackich, zwana była Doliną Siedmiu Stawów, rzadziej Doliną Pięciu Stawów. Zofia Hołub-Pacewiczowa pisała: Dla Hali Gąsienicowej dopiero w nowszych czasach utarła się nazwa w tej formie. Później od nazwy hali nazwano dolinę i liczne na niej obiekty.

## Opis hali
Na Hali znajduje się duże i bardzo popularne schronisko PTTK „Murowaniec” oraz kilka innych budynków: szałasy, leśniczówka, strażniczówka TPN „Gawra”, Stacja Obserwacyjna Instytutu Geografii i Przestrzennego Zagospodarowania PAN i baza taterników, tzw. „Betlejemka”. W okolicy znaki ostrzegające przed niedźwiedziami. W razie braku miejsc, co zdarza się w sezonie przy dobrej pogodzie, można o nocleg pytać w stacji meteorologicznej, bazie taterników oraz leśniczówce na Hali.
Baza wypadowa na Kościelec, Zawrat, Granaty, Świnicę, Kozi Wierch oraz Kasprowy Wierch. Szlaki te poza szlakiem na Kasprowy nie są łatwe. Dla początkujących nadaje się też szlak nad Czarny Staw Gąsienicowy. Stamtąd zaczynają się trudniejsze szlaki na Zawrat oraz na Kościelec przez przełęcz Karb.
W lewo od Murowańca odchodzi żółty szlak na przełęcz Krzyżne przez Pańszczycę. Szlak jest łatwy, dopiero pod sam koniec znajduje się jedno trudne miejsce wokół skałki na stromym podejściu na Krzyżne.
Na Hali Gąsienicowej powyżej schroniska znajduje się stacja meteorologiczna, która rozpoczęła pomiary meteorologiczne jako pierwsza górska stacja meteorologiczna na ziemiach polskich, od 1 grudnia 1913 do 1917 roku jako stacja pomiarowa Sekcji Przyrodniczej Polskiego Towarzystwa Tatrzańskiego. Obecnie jest to „Stacja Badawcza im. M.M. Kłapów Instytutu Geografii Przestrzennego Zagospodarowania PAN”.
W 1926 zginął tu Stanisław Pardyak.

## Przeszłość pasterska Hali Gąsienicowej
W przeszłości była to hala pasterska będąca jednym z większych ośrodków pasterstwa w Tatrach. Trawiaste tereny nie są pochodzenia naturalnego; dawniej były to ogromne zarośla kosodrzewiny, która przez pasterzy została wycięta. Po zlikwidowaniu pasterstwa hala z powrotem zarasta kosodrzewiną. Miała powierzchnię 797,45 ha, z czego pastwiska stanowiły tylko 3,8 ha, największą zaś część nieużytki 521,2 ha, reszta to halizny (120 ha), kosodrzewina (105 ha) i las (47,45) ha. Zajmowała cały obszar Doliny Czarnej Gąsienicowej i Doliny Zielonej Gąsienicowej, a nawet górną, zalesioną część Doliny Suchej Wody. Znajdujące się na tarasie Rówienki należały do dwóch hal; mniejsza południowa część do Hali Gąsienicowej, a większa północna do Hali Królowej. Stały tutaj szałasy i szopy pasterskie.
Jest to hala wybitnie wysokogórska, zawalona olbrzymimi głazami poprzerastanymi kosówką, położona w otoczeniu wysokich masywów skalnych i licznych stawów. Tętniła życiem pasterskim, była odwiedzana przez zbójników, według podań tutaj werbował do powstania Aleksander Kostka-Napierski.
W 1700 r. Halę Gąsienicową ród Gąsieniców oddał Szaflarskim z Czarnego Dunajca w zamian za Halę Krytą w Dolinie Chochołowskiej – jednak w 1796 r. na mocy wyroku sądowego sytuacja wróciła do pierwotnego stanu posiadania. Później w wyniku dziedziczenia hala uległa rozdrobnieniu pomiędzy licznych właścicieli podtatrzańskich miejscowości, w XX w. wypasali tu mieszkańcy wsi: Zubsuche, Olcza, Gliczarów, Nowe Bystre, Biały Dunajec, Szaflary. W 1960 r. wypas w przeliczeniu na owce wyniósł 494 sztuki. Gdy Skarb Państwa w 1961 r. wykupywał od górali tę halę, miała ona już 381 właścicieli.

## Szlaki turystyczne
Przy schronisku znajduje się bardzo duży węzeł znakowanych szlaków turystycznych:
 z Kuźnic przez Boczań i Skupniów Upłaz do Murowańca, stąd dalej nad Czarny Staw Gąsienicowy i na Zawrat.
- Czas przejścia z Kuźnic do Murowańca: 2 h, ↓ 1:35 h
- Czas przejścia z Murowańca na Zawrat: 2:20 h, ↓ 1:50 h

 do Brzezin przez Psią Trawkę. Czas przejścia: 1:45 h, ↑ 2:15 h
 do Wierchporońca przez Rówień Waksmundzką, Gęsią Szyję i Rusinową Polanę. Czas przejścia: 3:50 h, z powrotem 4:15 h
 z Kasprowego Wierchu przez Gienkowe Mury i Roztokę Stawiańską do Murowańca, stąd doliną Pańszczycą na przełęcz Krzyżne.
- Czas przejścia z Kasprowego Wierchu do Murowańca: 1:05 h, ↑ 1:25 h
- Czas przejścia z Murowańca na Krzyżne: 2:45 h, ↓ 2:05 h

(na podstawie Expressmap).
Schronisko „Murowaniec” jest wygodnym i popularnym punktem początkowym do przejścia najtrudniejszego tatrzańskiego szlaku – Orlej Perci, na którą można wejść od przełęczy Krzyżne (żółty szlak) albo jednym z kilku odcinków łącznikowych od Czarnego Stawu Gąsienicowego, do którego prowadzi niebieski szlak.